# الشعاع الأخضر (رواية)
الشعاع الأخضر (بالفرنسية: Le Rayon vert)، (بالإنجليزية: The Green Ray) هي رواية من تأليف الروائي جول فيرن صدرت عام 1882. وسميت بالظاهرة البصرية التي تحمل الاسم نفسه.

## معرض صور

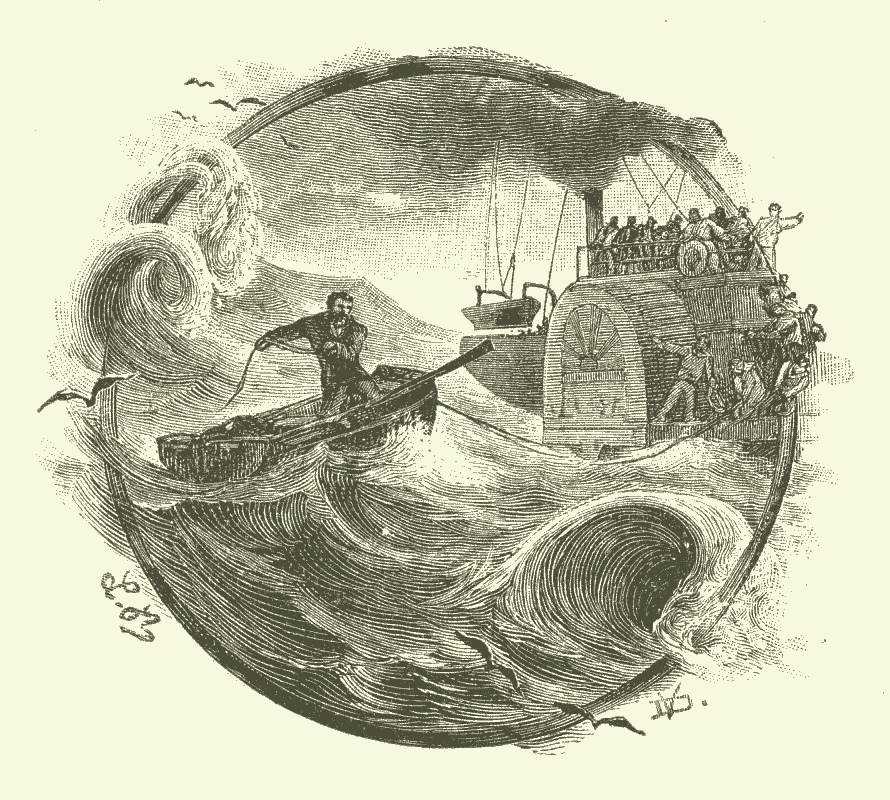
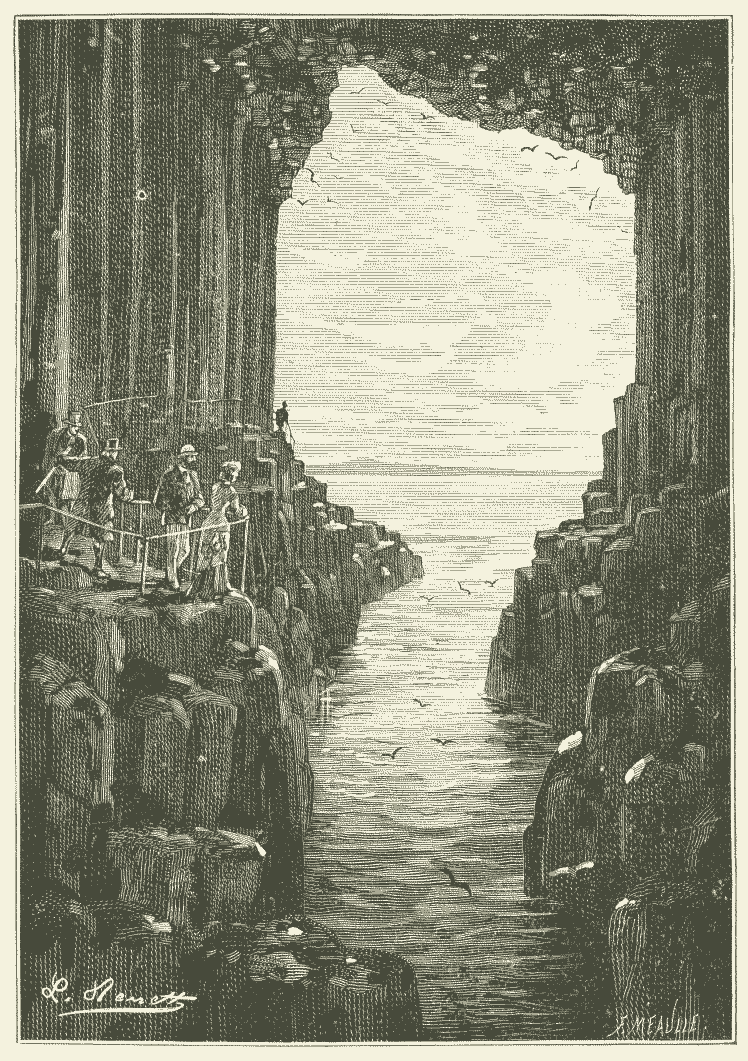
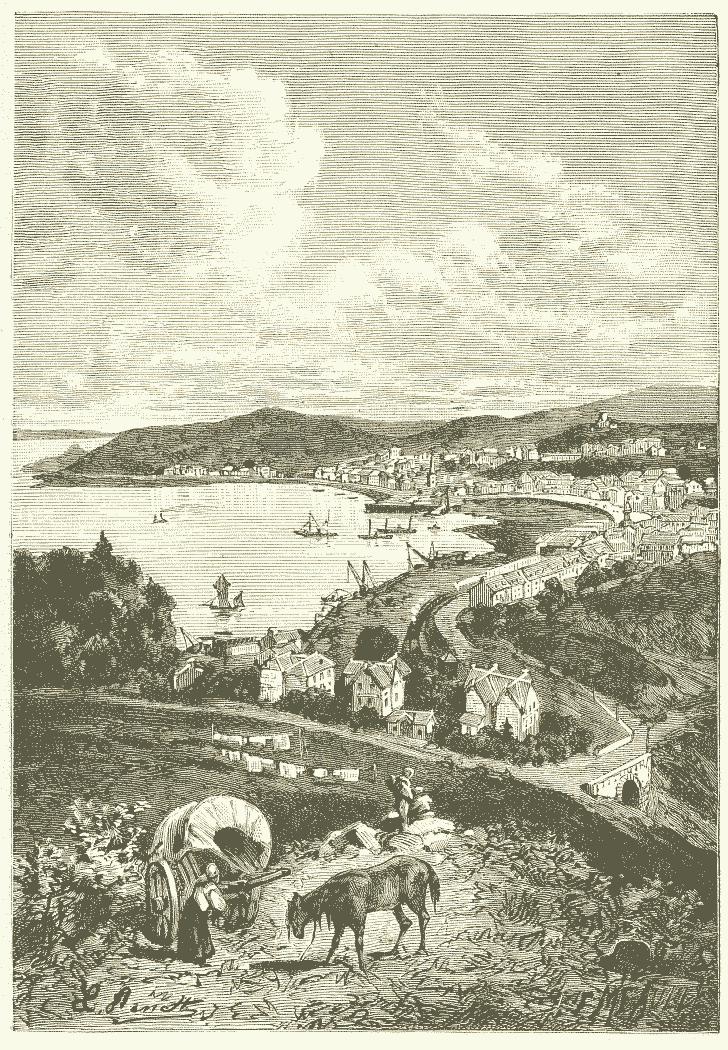